# The Madness (miniserie televisiva)
The Madness è una miniserie televisiva statunitense del 2024 ideata da Stephen Belber per Netflix.
Colman Domingo interpreta il ruolo di un esperto dei media che deve cercare di sparire dopo essere incappato nell'omicidio del suo vicino nel bosco in cui si trova la sua baita. La serie è stata presentata in anteprima il 28 novembre 2024 e consta di otto episodi.

## Trama
Muncie Daniels, un ex insegnante di Filadelfia e attivista per i diritti degli afroamericani, acquista notorietà come opinionista della CNN.
Dopo l'omicidio vicino alla sua baita sulle Poconos del suo vicino di casa, del quale ha visto gli assassini, seppur mascherati, Muncie deve difendersi sia da questi ultimi che dall'accusa di omicidio, visto che la vittima era un suprematista bianco. Solo l'agente FBI Franco Quinones crede nella sua innocenza. Muncie, convinto di essere diventato un capro espiatorio, affronta non solo la persecuzione pubblica, ma anche problemi familiari.